# Supercoppa spagnola 2024 (pallavolo femminile)
La Supercoppa spagnola 2024, 23ª edizione della Supercoppa nazionale di pallavolo femminile, si è svolta il 27 settembre 2024: al torneo hanno partecipato due squadre di club spagnole e la vittoria finale è andata per la seconda volta al Ciutadella.

## Regolamento
La formula ha previsto una gara unica.

## Squadre partecipanti
| Squadra      | Qualificazione                                                      |
| ------------ | ------------------------------------------------------------------- |
| Ciutadella   | Finale Coppa della Regina 2023-24                                   |
| JAV Olímpico | Vincitrice Coppa della Regina 2023-24/Superliga de Voleibol 2023-24 |

## Torneo
| 27 settembre 2024 Centro Insular de Deportes, Las Palmas Durata: 2h:00 - Spettatori: 510 | JAV Olímpico | 1 - 3 | Ciutadella | 24-26, 25-23, 20-25, 24-26 |